# برناباد (طرقبه)
برناباد، روستایی در دهستان طرقبه از توابع بخش طرقبه ، شهرستان بینالود در استان خراسان رضوی ایران است. این روستا با نام محلی پرنواز شناخته میشود و در ۱۲ کیلومتری جنوب شهر مشهد واقع شده است. مسیر روستا از طریق محله سیدی مشهد انتهای جاده خلج به سمت جاده مغان بعد از هفت حوض و روستای شلگرد.در داخل روستا حدود 100 نوع سنگ نگاره 10000 ساله وجود دارد و علاوه برآن وجود درخت چنار کهن که همه اینها نشان از قدمت روستا را دارد که چشم و ذهن هر بیننده رو با دیدن آنها به فکر فرو میبرد. نماینده و دهیار روستا آقای مجتبی شکوری میباشد

## جمعیت
جمعیت این روستا براساس سرشماری مرکز آمار ایران در سال ۱۳۹۵ 34 نفر (18 مرد و 16 زن)  در قالب یازده خانوار بوده ‌است. ولی با گذشت زمان و آبادتر شدن روستا در حال حاضر (زمستان ۱۳۹۹) بیشتر از ۳۵ خانوار در این روستا سکونت دارند.

## محصولات
محصولات کشاورزی این روستا به صورت باغی و زراعی به دست می آیند. از محصولات باغی برناباد میتوان گیلاس فرنگی، آلبالو، گردو، انواع سیب، انواع آلو، زردآلو و هلو و ... را نام برد، همچنین محصولات زراعی که در این روستا کشت می شود شامل: گوجه فرنگی، بادمجان، فلفل، چغندر، آفتاب گردان، خیار و شلغم می باشد.